# Csisztopol
Csisztopol (oroszul: Чистополь, tatár nyelven: Чистай) város Oroszország európai részén, a Káma partján, Tatárföldön; a Csisztopoli járás székhelye. 
Népessége: 60 755 fő (a 2010. évi népszámláláskor). Nagyjából ugyanennyi lakosa volt 40 évvel korábban is: mintegy 60 ezer fő.

## Elhelyezkedése
Tatárföld központi részén, sík vidéken, a Káma alsó folyására is kiterjedő Kujbisevi-víztározó bal (déli) partján helyezkedik el, nem messze a Káma és a Volga összefolyásától. Kazanytól autóúton 135 km-re délkeletre, az R239-es főút Kazany–Almetyjevszk közötti szakasza mentén fekszik. Kelet felé autóút köti össze a Káma-part két nagy iparvárosával, Nyizsnyekamszkkal (107 km) és Naberezsnije Cselnivel. A legközelebbi, 125 km-re délre fekvő vasútállomás Nurlatban van. 

## Története

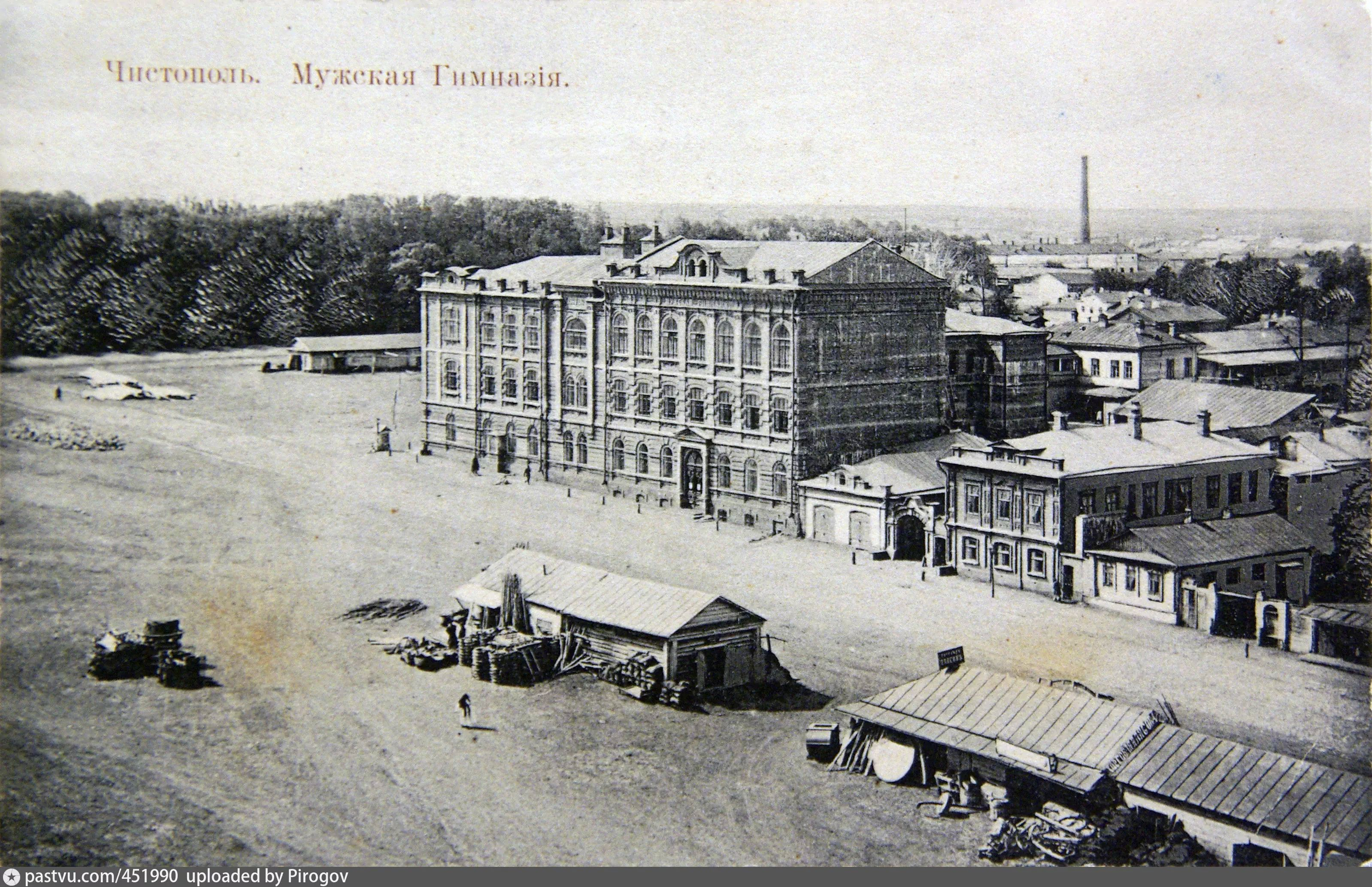
A férfi gimnázium (1912)

Csisztopol neve a helyén korábban állt Csisztoje Pole ('tiszta mező') falu nevéből, a két szó összevonásával keletkezett. A falu első lakói a földesuraiktól a 18. század elején elszökött parasztok voltak. 1781-ben városi rangot kapott és egy közigazgatási egység (ujezd) székhelye lett, a század végétől a Kazanyi kormányzósághoz tartozott. 
Az Alsó-Káma partján, termékeny területen, fontos kereskedelmi útvonalon fekvő város a 19–20. század fordulóján a gabonakereskedelem egyik központja volt, és más termékek (pl. len, kender, bőrök, stb.) kereskedelmével, feldolgozásával is foglalkozott. Kikötőjénél és végig a folyóparton gabonaraktárak, csűrök, istállók álltak. Több kisebb ipari üzemmel: gőzgéppel ellátott malommal, vas- és rézöntödével, textilüzemmel, olajütőkkel is rendelkezett. 1897 elején kb. húszezer lakosa volt.
A polgárháborús 1921–1922-es években a Csisztopoli járásban is nagy éhínség pusztított, de később a városban a gabona- és malomipar kiemelt szerepe egy ideig még megmaradt. A folyó partján 1936-ban nagy elevátor épült, és 1929-ben hajójavító üzemet alapítottak.
A második világháború idején, 1941-ben Csisztopolba telepítették át a Szovjet Írószövetség mintegy 200 tagját. Itt talált menedéket a háborús események elől többek között Anna Ahmatova,  Alekszandr Fagyejev, Konsztantyin Fegyin, Leonyid Leonov, Borisz Paszternak, Konsztantyin Pausztovszkij és mások.

## Gazdaság
Szintén a háború idején evakuálták a városba a moszkvai 2. számú óragyárat és a gyár sok munkatársát, akik hamarosan megindították a termelést, akkor csakis a front számára. A háború után a gyár tovább működött a városban, és Csisztopol később erről a „Vosztok” ('kelet') nevű óragyáráról és óramárkájáról lett híres. 

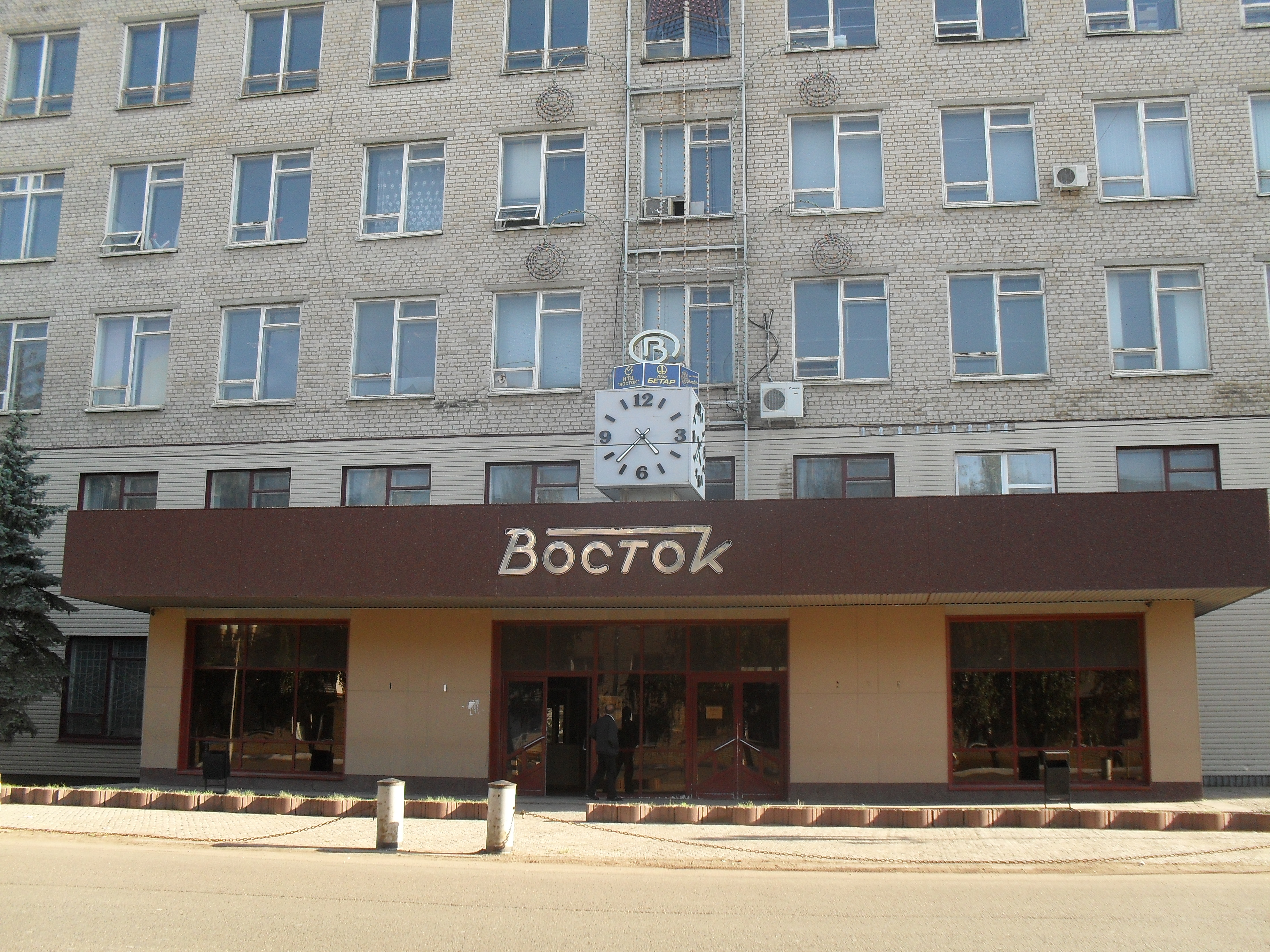
Az óragyár központi épülete (2011)

A városban tovább él az óra- és műszergyártás hagyománya. A Szovjetunió megszűnése után az óragyár részvénytársasági formában működött tovább. A vállalat átalakulása során több kisebb-nagyobb cég jött létre, esetenként megtartva a Vosztok nevet. Köztük jelentősebb az 1997-ben alapított, hadiipari megrendeléseket is teljesítő „Vosztok” NTC (tudományos és műszaki központ), és a „Vosztok-Amfibia”. A „Betar” kft. országosan piacvezető a vízmérők gyártásában, és ehhez járul más lakossági mérőeszközök,  gáz- és villanyórák gyártása.
Az óragyárból vált ki és alakult önálló céggé a „Vosztok–Monolit” Rt. is, mely fémmegmunkálással, fröccsöntő- és öntőformák tervezésével és készítésével foglalkozik. A hadiipari háttérrel rendelkező „Vektor“ Rt. műholdas kommunikációs rendszereket, valamint automata tűzriasztó- és videómegfigyelő rendszereket készít és telepít. Az agrárágazat egyik jelentős képviselője napraforgóolajat állít elő (Elbrusz Oil). A városi kenyérgyár azonban 2018-ban bezárt.

## Közlekedés

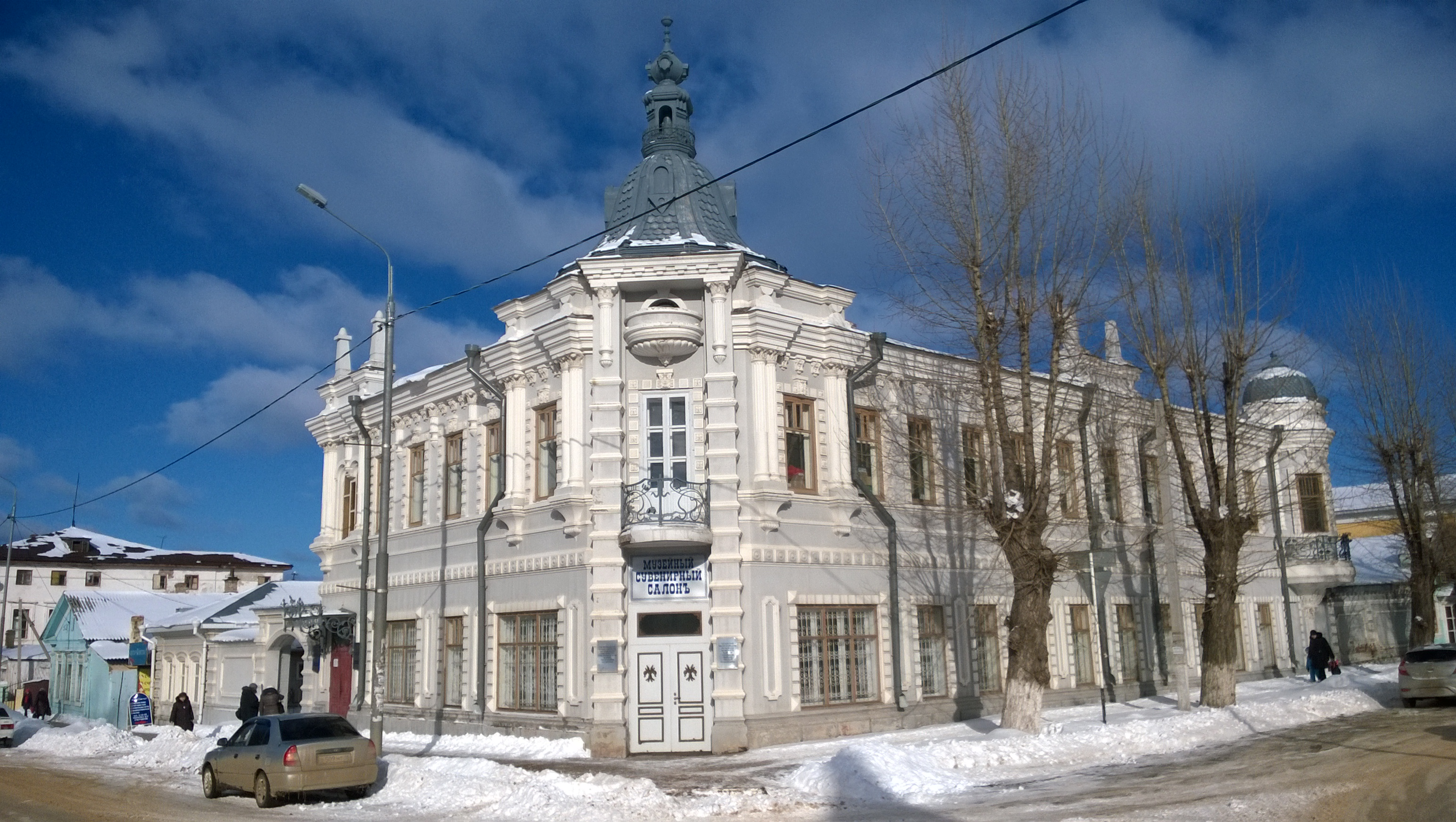

A várostól 7 km-re délnyugatra kisebb repülőtér épült, mely korábban Kazannyal tartott kapcsolatot. Már régóta csak a helyi repülési klub használatában áll.
Csisztopol környéken 100 km-nél közelebb sehol nincs vasútvonal. A 20. században a Kazany felé vezető főúton híd sem volt, a Kámán nyáron csak komppal, télen a befagyott folyó jegén lehetett átkelni. Ilyen körülmények között a várost elkerülték az olyan nagyberuházások, mint például a közeli nyizsnyekamszki kombinát. Az 1992-től épített kétszer egysávos közúti hidat 2002-ben, majd a végleges, kétszer kétsávosra bővített hidat 2016-ban adták át a forgalomnak, ezzel sokat javult a Káma déli partjának közlekedése. Kazany és Csisztopol között rendszeres autóbuszjárat közlekedik. A város mellett elkerülőút is épült. 

## Oktatás és kultúra
A városban a Kazanyi Nemzeti Műszaki Kutatóegyetem egy kirendeltsége működik. 
A helytörténeti anyagok gyűjtése az 1920-as években kezdődött. A jelenlegi múzeum központját egy 1846-ben épült egykori kereskedői kúriában alakították ki. 

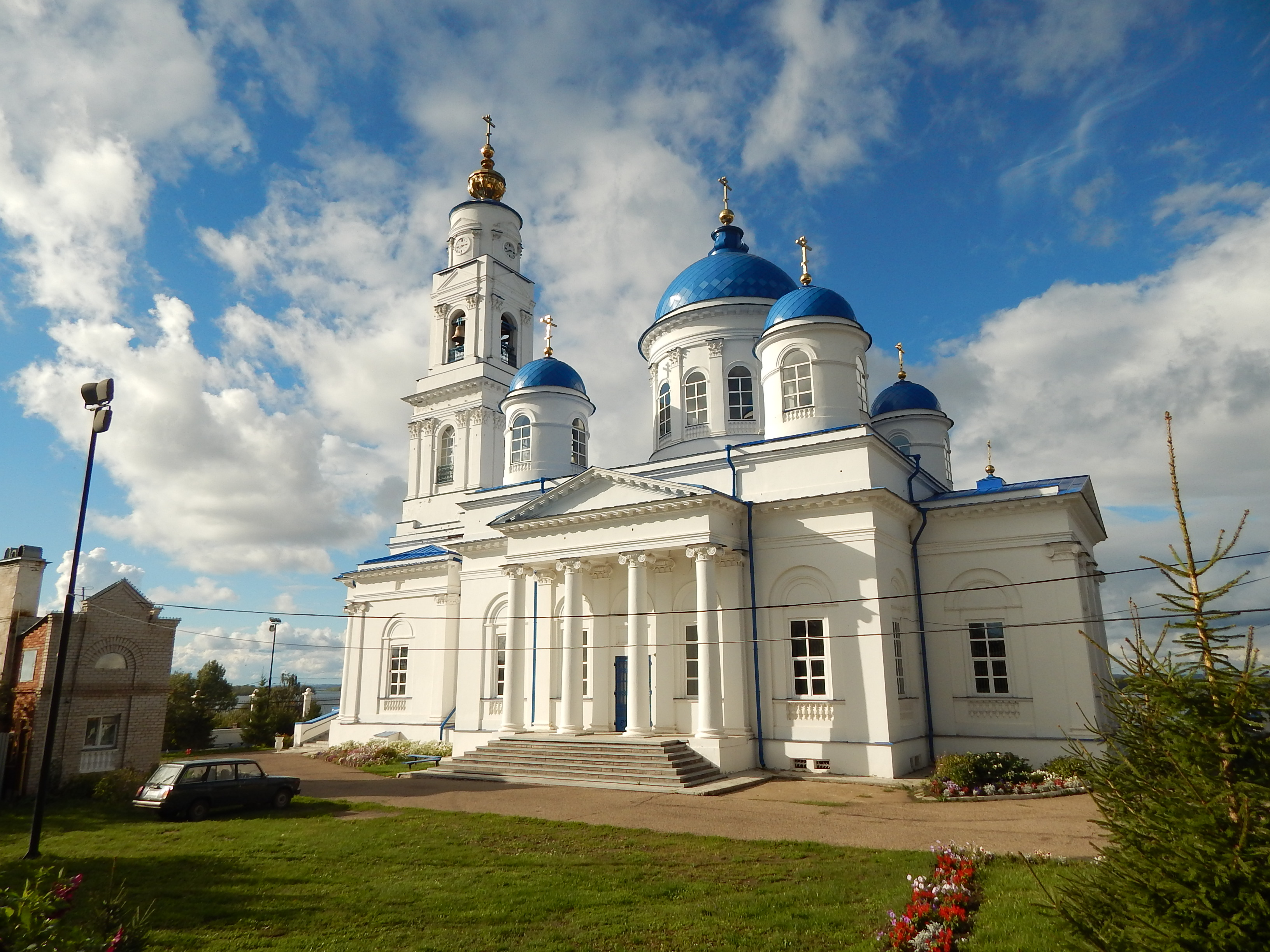
A Szent Miklós-székesegyház

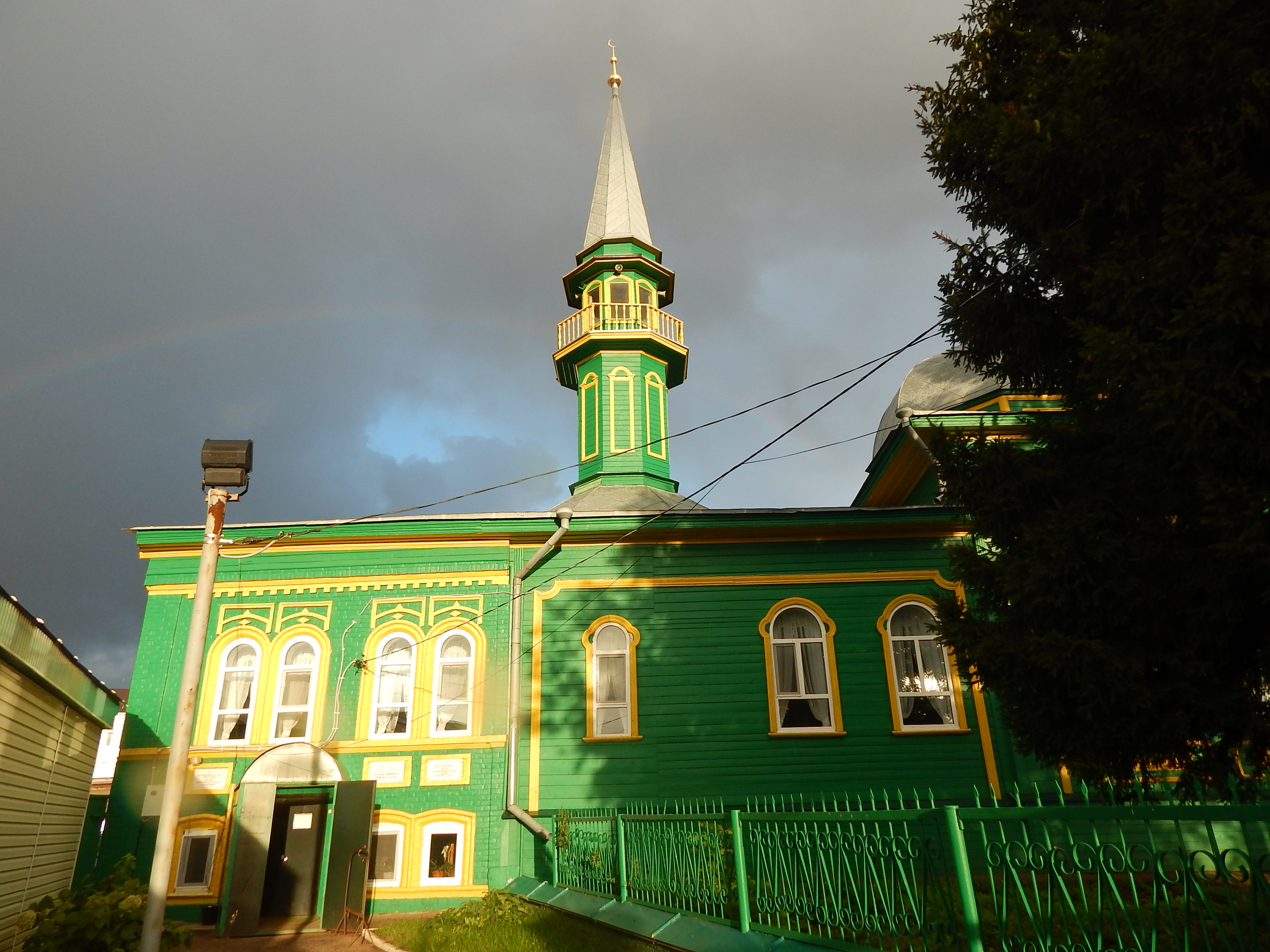
A fából épült mecset (2016)

- Várostörténeti múzeuma többek között a közeli régészeti lelőhelyről, Dzsuketau romvárosból előkerült leleteket is bemutat. A kiállítás túlnyomó részét Csisztopol 19. századi története foglalja el.
- Borisz Paszternak Emlékmúzeum. Születésének centenáriumán, 1990-ben nyitották meg abban az épületben, ahol az író a háború idején lakott.[4][5]

### Épített örökség, templomok
A pravoszláv Szent Miklós-székesegyház 1835–1838 között épült a helyi gabonakereskedő Poljakov-testvérek adományából, P. G. Pjatnyickij tervei alapján. A Káma partján álló ötkupolás görög kereszt alaprajzú épület a Kazany vidéki egyházi építészet egyik legértékesebb emléke. 1927-ben bezárták, 1932-ben újra megnyitották, de 1936-ban ismét bezárták, majd raktárnak használták. 1990-ben adták vissza az egyháznak, azóta teljesen felújították.
A muszlim tatárok külön kerületben laktak és egész utcákat foglaltak el. Első, máig fennmaradt mecsetüket 1859-ben fából emelték, a későbbi téglaépítésűt és a mellette álló medreszét 1882-ben. 
Nagyrészt szintén a Poljakov kereskedő-dinasztia adományából építették a város északkeleti határában, a Káma feletti magaslaton 1864-ben létesített női kolostor fontosabb épületeit: a két templomon kívül gazdasági- és lakóépületeket, szegényházat, kórházi szárnyat, stb. Székesegyházát 1879-ben szentelték fel. A kezdetben fából emelt épületeket 1911-ig fokozatosan téglaépítésűre cserélték. A szovjet korszakban, 1929-ben a kolostort bezárták, az épületek zömét lebontották és anyagát a területen létesített hajójavító üzem építésénél használták fel.
Egy 2019-ben elfogadott fejlesztési terv szerint 2025-re felújítják Csisztopol történelmi városközpontját, több múzeumot is létrehoznak és helyreállítják az egykori személyforgalmi kikötőt.

## Régészeti emlékek
A mai város mellett a volgai bolgárok egykor jelentős településének maradványait (gorogyiscse) tárták fel. Az első tudományos igényű régészeti ásatást 1970–72-ben végezték, de csak 1990-ben folytathatták. A Dzsuketau (Джукетау, bolgár-tatár: Juke-Taw, vagyis: 'hársfa-város'?), oroszul: Жукотин (Zsukotyin) néven ismert települést a régi orosz évkönyvek először az 1359. évnél említik, amikor orosz kalózok (uskujnyiki) kirabolták a várost. A század végén ez még kétszer megismétlődött. A település már a mongol hódítás (1236) előtt létezett és a 14. században Volgai Bolgárország – Bulgar mellett – fontos városa lehetett.
A város magyar vonatkozású emléke a temetőben felfedezett, 1311-ből származó sírkő, melynek arabírásos sírfeliratán „minden kétséget kizáróan olvasható volt az elhunyt apjának neve: Madzsar.”

## Híres emberek
- Itt született Nyikolaj Petrovics Lihacsov (1862–1936) orosz, szovjet történész, diplomata, akadémikus.
- Itt született Alekszandr Mihajlovics Butlerov (1828–1886) orosz kémikus, többek között a formaldehid felfedezője.
- A csisztopoli börtönben hunyt el Anatolij Marcsenko (1938–1986), a szovjet rendszer egyik leghíresebb ellenzéki politikusa, Szaharov-díjas (posztumusz).
- Az itteni börtönben (is) raboskodott Anatolij Scsaranszkij, a szovjet rendszer híres emberjogi politikusa, refusenik, disszidens, későbbi izraeli miniszter.